# Urbanstag
Der Urbanstag (auch Sankt Urban oder Urbani) ist seit dem 9. Jahrhundert der 25. Mai.
Der Urbanstag ist dem Andenken an den heiligen Papst Urban I. gewidmet, der an einem 25. Mai enthauptet worden sein soll. Der Legende nach soll es nach seiner Enthauptung Wein vom Himmel geregnet haben.
Bei den Winzern hat der Urbanstag eine besondere Bedeutung als Wetterregel:
- „Die Witterung um Sankt Urban zeigt des Herbstes Wetter an“.
- „Scheint die Sonn' am Urbanstag, wächst gut der Wein nach alter Sag“.[2]
- als Sommeranfang (bei Konrad von Eichstätt): „Und die zeyt hat iren anfang an sant Urbans tag“.[3]

Der eigentliche Schutzpatron der Winzer ist aber der heilige Urban von Langres.